# Championnats d'Europe de marathon (canoë-kayak) 2005
Navigation
2003 2007
Les 6e championnats d'Europe de marathon en canoë-kayak de 2005 se sont tenus à Týn nad Vltavou en République Tchèque, sous l'égide de l'Association européenne de canoë.

## Podiums

### Sénior

#### K1
| Rang               | Athlète       | Pays    | Temps             |
| ------------------ | ------------- | ------- | ----------------- |
| Médaille d'or      | Manuel Busto  | Espagne | 2 h 35 min 27 s 3 |
| Médaille d'argent  | Attila Jambor | Hongrie | 2 h 35 min 28 s 6 |
| Médaille de bronze | István Salga  | Hongrie | 2 h 35 min 28 s 7 |

| Rang               | Athlète            | Pays        | Temps             |
| ------------------ | ------------------ | ----------- | ----------------- |
| Médaille d'or      | Anna Hemmings      | Royaume-Uni | 2 h 18 min 19 s 7 |
| Médaille d'argent  | Beatriz Gomes      | Portugal    | 2 h 18 min 20 s 3 |
| Médaille de bronze | Barbara Przybylska | Pologne     | 2 h 18 min 20 s 7 |

#### K2
| Rang               | Athlète                          | Pays    | Temps             |
| ------------------ | -------------------------------- | ------- | ----------------- |
| Médaille d'or      | Manuel Busto Oier Aizpurua       | Espagne | 2 h 24 min 47 s 7 |
| Médaille d'argent  | István Salga Attila Jambor       | Hongrie | 2 h 24 min 48 s 6 |
| Médaille de bronze | Viktor Szakály Krisztián Szigeti | Hongrie | 2 h 24 min 48 s 8 |

| Rang               | Athlète                         | Pays               | Temps           |
| ------------------ | ------------------------------- | ------------------ | --------------- |
| Médaille d'or      | Anna Adamová Klára Ballová      | République tchèque | 2 h 07 min 49 s |
| Médaille d'argent  | Amaia Osaba Naiara Gomez        | Espagne            | 2 h 07 min 52 s |
| Médaille de bronze | Orsolya Harkai Adrienn Csengeri | Hongrie            | 2 h 09 min 21 s |

#### C1
| Rang               | Athlète          | Pays               | Temps             |
| ------------------ | ---------------- | ------------------ | ----------------- |
| Médaille d'or      | Radoslav Rus     | Slovaquie          | 2 h 20 min 14 s 8 |
| Médaille d'argent  | Bertrand Hémonic | France             | 2 h 20 min 16 s 4 |
| Médaille de bronze | Pavel Bednar     | République tchèque | 2 h 20 min 16 s 8 |

#### C2
| Rang               | Athlète                    | Pays     | Temps           |
| ------------------ | -------------------------- | -------- | --------------- |
| Médaille d'or      | Attila Gyore Edvin Csabai  | Hongrie  | 2 h 08 min 21 s |
| Médaille d'argent  | Robert Bindl Zsolt Gilányi | Hongrie  | 2 h 08 min 44 s |
| Médaille de bronze | José Sousa Nuno Barros     | Portugal | 2 h 10 min 38 s |

### Junior

#### K1
| Rang               | Athlète             | Pays     | Temps           |
| ------------------ | ------------------- | -------- | --------------- |
| Médaille d'or      | Joaquin Nachon      | Espagne  | 1 h 34 min 26 s |
| Médaille d'argent  | René Holten Poulsen | Danemark | 1 h 34 min 37 s |
| Médaille de bronze | András Szabó        | Hongrie  | 1 h 34 min 53 s |

| Rang               | Athlète         | Pays    | Temps           |
| ------------------ | --------------- | ------- | --------------- |
| Médaille d'or      | Stefania Cicali | Italie  | 1 h 43 min 02 s |
| Médaille d'argent  | Greta Hegedűs   | Hongrie | 1 h 45 min 47 s |
| Médaille de bronze | Anna Alberti    | Italie  | 1 h 45 min 48 s |

#### K2
| Rang               | Athlète                           | Pays     | Temps           |
| ------------------ | --------------------------------- | -------- | --------------- |
| Médaille d'or      | Joaquin Nachon Daniel Esteves     | Espagne  | 1 h 28 min 08 s |
| Médaille d'argent  | René Holten Poulsen Theis Iversen | Danemark | 1 h 28 min 24 s |
| Médaille de bronze | Jonas Saelens Joan Vermeulen      | Belgique | 1 h 28 min 25 s |

| Rang               | Athlète                             | Pays    | Temps           |
| ------------------ | ----------------------------------- | ------- | --------------- |
| Médaille d'or      | Diana Groholy Alexandra Bara        | Hongrie | 1 h 39 min 02 s |
| Médaille d'argent  | Judit Buchmüller Marianna Velenszki | Hongrie | 1 h 39 min 21 s |
| Médaille de bronze | Dorota Suchan Emilia Kowalska       | Pologne | 1 h 40 min 00 s |

#### C1
| Rang               | Athlète         | Pays    | Temps           |
| ------------------ | --------------- | ------- | --------------- |
| Médaille d'or      | Tomacz Nowak    | Pologne | 1 h 50 min 07 s |
| Médaille d'argent  | Beñat Arizmendi | Espagne | 1 h 50 min 41 s |
| Médaille de bronze | Jakub Koźbiał   | Pologne | 1 h 50 min 59 s |

## Tableau des médailles
| Rang  | Nation             | Or | Argent | Bronze | Total |
| ----- | ------------------ | -- | ------ | ------ | ----- |
| 1     | Espagne            | 2  | 1      | 0      | 3     |
| 2     | Hongrie            | 1  | 3      | 3      | 7     |
| 3     | République tchèque | 1  | 0      | 1      | 2     |
| 4     | Royaume-Uni        | 1  | 0      | 0      | 1     |
| -     | Slovaquie          | 1  | 0      | 0      | 1     |
| 6     | Portugal           | 0  | 1      | 1      | 2     |
| 7     | France             | 0  | 1      | 0      | 1     |
| 8     | Pologne            | 0  | 0      | 1      | 1     |
| Total | Total              | 6  | 6      | 6      | 18    |